# 天主教奥特朗托总教区
天主教奥特朗托总教区（拉丁语：Archidioecesis Hydruntina）是罗马天主教在意大利南部设立的一个总教区，主教座堂设在普利亚大区奥特朗托的圣母领报主教座堂。1980年失去教省中心地位，成为天主教莱切总教区的附属教区。